# Hyposidra nubilosa
Hyposidra nubilosa là một loài bướm đêm trong họ Geometridae.